# Poličnik
Poličnik es un municipio de Croacia en el condado de Zadar.

## Geografía
Se encuentra a una altitud de 111 m s. n. m. a 274 km de la capital nacional, Zagreb.

## Demografía
En el censo 2011 el total de población del municipio fue de 4 469 habitantes, distribuidos en las siguientes localidades:
- Briševo -  657
- Dračevac Ninski - 280
- Gornji Poličnik -  140
- Lovinac -  278
- Murvica -  701
- Murvica Gornja -  253
- Poličnik - 1 035
- Rupalj - 245
- Suhovare - 508
- Visočane - 372

| Gráfica de población de Poličnik 1857-2011                          |
|                                                                     |
| Según los censos de población de la oficina estadística de Croacia. |